# Erkin Kakabaýew
Erkin Kakabaýew (* 13. März 2002) ist ein turkmenischer Eishockeyspieler, der seit Beginn seiner Karriere beim HK Galkan in der turkmenischen Eishockeyliga spielt.

## Karriere
Erkin Kakabaýew spielt beim HK Galkan, dem Klub des Innenministeriums aus der turkmenischen Hauptstadt Aşgabat in der turkmenischen Eishockeyliga.

### International
Für Turkmenistan nahm Kakabaýew erstmals an der Weltmeisterschaft 2022 in der Division III teil. Auch 2023, 2024 und 2025 spielte er in der Division III. Zudem vertrat er sein Heimatland bei den Winter-Asienspielen 2025.